# جورج دي. بافت
جورج دي. بافت هو سياسي أمريكي، ولد في 19 نوفمبر 1928 في كاسبر في الولايات المتحدة، وتوفي في 13 أكتوبر 2012 في ألباكركي في الولايات المتحدة. نشط حزبياً في الحزب الجمهوري. وقد انتخب عضو مجلس نواب نيومكسيكو ‏.